# Малавикагнимитрам
«Малавикагними́трам» (санскр. मालविकाग्निमित्रम्; IAST: Mālavikāgnimitram; «Малавика и Агнимитра») — санскритская пьеса древнеиндийского поэта и драматурга Калидасы. Это первая пьеса, написанная автором.
В пьесе рассказывается история любви царя Агнимитры (правителя Видиши из династии Шунга) к Малавике — прекрасной девушке-служанке своей главной жены. Агнимитра влюбляется в неё, увидев её изображение на картине. Узнав о страсти своего мужа, жена приходит великую ярость и приказывает заключить Малавику в тюрьму. Однако, по воле судьбы оказывается, что Малавика принадлежит к царскому роду, и Агнимитра получает возможность жениться на ней.
В пьесе содержится описание ведийского жертвоприношения раджасуя, проведённого Пушьямитрой, а также подробное изложение теории музыки и актёрского искусства.